# 틀라텔롤코
틀라텔롤코(나와틀어: Tlatelōlco [tɬateˈloːɬko])는 멕시코 계곡에 위치했던 나와족의 알테페틀(도시국가)이다. 그 도시민을 틀라텔롤카(Tlatelolca)라고 했다. 틀라텔롤카는 멕시카인의 일파로, 멕시카란 오늘날의 멕시코 중부에 13세기에 정착한 나와틀어를 구사하는 민족을 말한다.
멕시카인들은 북쪽에 테츠코코, 남쪽에 테노치티틀란을 세우고 두 도시국가는 상호 긴밀한 관계에 있었는데, 이때 틀라텔롤코가 상업이 이루어지는 구역으로서 기능했다. 테노치티틀란을 세우고 13년 뒤인 1337년 틀라텔롤코는 테노치티틀란으로부터의 독립을 선언했다. 쿠아쿠아피차우악을 초대 틀라토아니로 세우고 피라미드 하부의 1, 2층을 쌓았다. 그 다음 틀라토아니 틀라카테오틀은 테파넥과의 전쟁에 있어 테노치티틀란을 도왔다. 그러나 틀라텔롤코는 테노치티틀란과 전쟁을 하게 되었다. 틀라카테오틀의 치세 중에 있었던 이 전쟁 기간에 피라미드 3층이 쌓였다. 그 다음 틀라토아니 쿠아우틀라토아 때 틀라텔롤코는 아우일리사판(Ahuilizapan, 오늘날의 베라크루스주 오리사바)을 정복하고, 테노치티틀란과 동맹하여 찰코와 싸웠다. 이 시기에 피라미드의 4, 5층이 지어졌다. 다음 틀라토아니인 모퀴우익시틀리 대에 피라미드 6층이 지어졌는데, 1473년 테노치티틀란과 전쟁이 벌어져 모퀴우익시틀리는 테노치카 틀라토아니 아샤야카틀에게 패배하고 틀라텔롤코는 테노치티틀란에 복종하게 된다. 이후 후임 틀라토아니 이츠쿠아우친 대에 틀라텔롤코는 테노치티틀란에 동화되었다.:65